# Bessel-Verfahren
Als Bessel-Verfahren oder Bessel-Methode wird eine Messmethode zur Bestimmung der Brennweite {\displaystyle f} einer Sammellinse bezeichnet. Sie ist benannt nach Friedrich Wilhelm Bessel, der sie im Jahre 1840 publizierte.

## Grundlagen

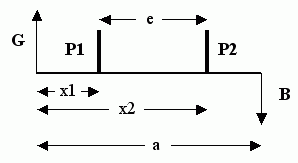
Aufbau und Bezeichnungen

Wenn ein Gegenstand G mittels einer optischen Linse auf einem Schirm als Bild B abgebildet wird, dann erhält man in zwei Positionierungen der Linse ein scharfes Bild: In der Position {\displaystyle P_{1}} ist das Bild vergrößert, in der Position {\displaystyle P_{2}} ist es verkleinert. Dabei muss der Abstand {\displaystyle a} des Gegenstandes zum Schirm größer sein als das Vierfache der Brennweite {\displaystyle f} zuzüglich der Distanz {\displaystyle {\overline {HH'}}} der beiden Hauptebenen der Linse:
{\displaystyle a>4f+{\overline {HH'}}}
Praktisch wird die Linse mehrfach zwischen diesen beiden Positionen hin und her verschoben, und die jeweiligen Abstände {\displaystyle x_{1}} und {\displaystyle x_{2}} von einem Rand der Anordnung werden gemessen. Aus deren Differenz erhält man den Abstand {\displaystyle e} der beiden Linsenpositionen, aus dem die Brennweite mit den Gleichungen
{\displaystyle f={\frac {a^{2}-e^{2}}{4a}}}  für dünne Linsen,
{\displaystyle f={\frac {(a-{\overline {HH'}})^{2}-e^{2}}{4(a-{\overline {HH'}})}}}  für dicke Linsen
berechnet werden kann.
Gegenüber der einfachen Berechnung aus Bild- und Gegenstandsweite mittels der Linsengleichung hat das Bessel-Verfahren den Vorteil, dass bei dicken Linsen oder Linsensystemen die Lage der Hauptebenen H und H′ nicht bekannt sein muss. Allerdings wird das Ergebnis für dicke Linsen um die Hälfte bis ein Viertel von {\displaystyle {\overline {HH'}}} zu groß, abhängig von {\displaystyle a}.
Gegenüber dem aufwändigeren Abbe-Verfahren, mit dem zusätzlich die Lage der Hauptebenen ermittelt werden, hat das Bessel-Verfahren den Vorteil, dass mit einem festen Aufbau (Lichtquelle, Gegenstand und Bildschirm in festem Abstand) viele Linsen schnell vermessen werden können.

## Herleitung

### Dünne Linsen
1. Herleitung:

Bezeichnungen an der dünnen Linse

Bei dünnen Linsen kann der Abstand zwischen den beiden Hauptebenen vernachlässigt werden. Es gilt: 

{\displaystyle b+g=a},

wobei {\displaystyle b} die Bildweite und {\displaystyle g} die Gegenstandsweite ist.
Wegen der Symmetrie der Anordnung muss ferner gelten:
{\displaystyle e=a-2b} 

(das Objekt soll ja gerade scharf abgebildet werden, deswegen kann der Abstand {\displaystyle e} der beiden Punkte, in denen es scharf abgebildet wird, nur durch diese Gleichung beschrieben werden). 

Unter Benutzung der Linsengleichung
{\displaystyle {\frac {1}{f}}={\frac {1}{b}}+{\frac {1}{g}}} 

und Einsetzen von {\displaystyle g=a-b} sowie
{\displaystyle b={\frac {a-e}{2}}}
erhält man
{\displaystyle {\frac {1}{f}}={\frac {1}{\frac {a-e}{2}}}+{\frac {1}{a-{\frac {a-e}{2}}}}={\frac {2}{a-e}}+{\frac {2}{a+e}}={\frac {4a}{a^{2}-e^{2}}}}.
Die Umformung ergibt
{\displaystyle f={\frac {a^{2}-e^{2}}{4a}}}.
2. Herleitung:

Unter Benutzung der Linsengleichung
{\displaystyle {\frac {1}{f}}={\frac {1}{b}}+{\frac {1}{g}}}
und Einsetzen von {\displaystyle b=a-g} (der Abstand der Hauptebenen einer dünnen Linse ist null) erhält man eine Gleichung für {\displaystyle g}:
{\displaystyle {\frac {1}{f}}={\frac {a}{ag-g^{2}}}}.
Wird diese quadratische Gleichung nach {\displaystyle g} aufgelöst, erhält man
{\displaystyle e=\Delta g={\sqrt {a^{2}-4af}}}.
wobei {\displaystyle e} als die Differenz der beiden Gegenstandsweiten {\displaystyle g} definiert ist.
Die Umformung ergibt
{\displaystyle f={\frac {a^{2}-e^{2}}{4a}}} .

### Dicke Linsen
Der Abstand der Hauptebenen {\displaystyle {\overline {HH'}}} ist nicht vernachlässigbar. Es gilt
{\displaystyle a=g+b+{\overline {HH'}}} und
{\displaystyle e=(a-{\overline {HH'}})-2b} . 

Man erhält mit obigen Überlegungen die Formel
{\displaystyle f={\frac {(a-{\overline {HH'}})^{2}-e^{2}}{4(a-{\overline {HH'}})}}} .